# Jean Malouel

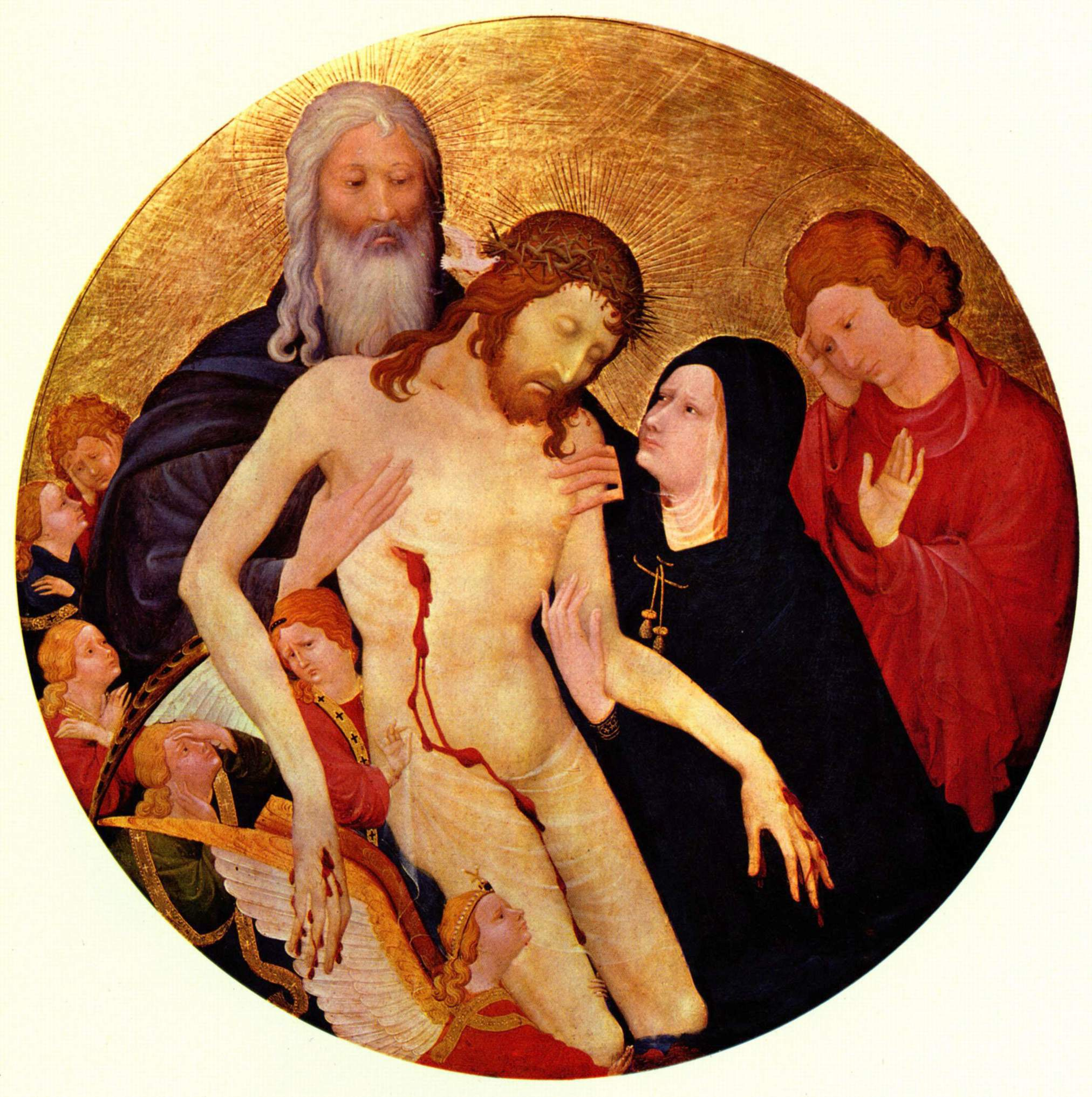
Pietà (La grand Pietà ronde), Tondo, h. 1440, témpera sobre tabla, Museo del Louvre, París.

Jean Malouel (Jan Maelwael) fue un pintor franco-flamenco nacido hacia 1370 en la provincia holandesa de Güeldres y fallecido en 1414-1415 en Dijon. Pertenece al estilo internacional dentro del gótico.
Su actividad está documentada en París a partir de 1397, trabajando para la reina de Francia; posteriormente trabajó para los duques de Borgoña. Como pintor cortesano, entre sus obligaciones estaba la realización de decoraciones para las fiestas. También dirigió la decoración de las cartuja de Champmol.
Entre sus obras se conservan: 
- Piedad (La grande Pietà ronde), h. 1400, Museo del Louvre de París
- Madonna rodeada de ángeles y mariposas, h. 1410, Gemäldegalerie de Berlín